# Temporada 2008 del Campeonato Mundial de Superbikes
La temporada 2008 se inició el 23 de febrero de 2008 en el circuito de Losail en Catar y finalizó el 2 de noviembre en el circuito Portimao de Portugal.
La gran ausencia fue la del campeón de 2007 James Toseland que dio el salto a MotoGP aunque estarán presentes el doble campeón Troy Bayliss que fue campeón en 2001 y 2006, también estará Troy Corser campeón en 1996 y 2005.
Es de destacar la presencia récord de 5 pilotos españoles : Rubén Xaus, Carlos Checa, Fonsi Nieto, Gregorio Lavilla y David Checa. Durante la celebración del campeonato también participaron como invitados en algunas carreras, Sergio Fuertes, Lozano Ortiz Diego y Carmelo Morales.
En cuanto a las motos Ducati incorpora la nueva 1098 R en sustitución de la Ducati 999 F07.
Y por último nombrar la celebración de dos carreras más y la incorporación de los circuitos de Miller Motorsports Park (en Salt Lake City), Nürburgring y Portimao en sustitución de EuroSpeedway Lausitz y Silverstone.

## Calendario
| No | Fecha            | Gran Premio     | Circuito       | Pole position   | Carrera | Primero          | Segundo         | Tercero          | Vuelta rápida    |
| -- | ---------------- | --------------- | -------------- | --------------- | ------- | ---------------- | --------------- | ---------------- | ---------------- |
| 1  | 23 de febrero    | Catar           | Losail         | Troy Corser     | 1       | Troy Bayliss     | Max Biaggi      | Troy Corser      | Noriyuki Haga    |
| 1  | 23 de febrero    | Catar           | Losail         | Troy Corser     | 2       | Fonsi Nieto      | Rubén Xaus      | Max Biaggi       | Fonsi Nieto      |
| 2  | 2 de marzo       | Australia       | Phillip Island | Troy Bayliss    | 1       | Troy Bayliss     | Troy Corser     | Michel Fabrizio  | Troy Bayliss     |
| 2  | 2 de marzo       | Australia       | Phillip Island | Troy Bayliss    | 2       | Troy Bayliss     | Carlos Checa    | Fonsi Nieto      | Max Biaggi       |
| 3  | 6 de abril       | España          | Valencia       | Max Neukirchner | 1       | Lorenzo Lanzi    | Troy Bayliss    | Troy Corser      | Noriyuki Haga    |
| 3  | 6 de abril       | España          | Valencia       | Max Neukirchner | 2       | Noriyuki Haga    | Troy Bayliss    | Carlos Checa     | Carlos Checa     |
| 4  | 27 de abril      | Holanda         | Assen          | Troy Bayliss    | 1       | Troy Bayliss     | Carlos Checa    | Max Neukirchner  | Max Neukirchner  |
| 4  | 27 de abril      | Holanda         | Assen          | Troy Bayliss    | 2       | Troy Bayliss     | Noriyuki Haga   | Carlos Checa     | Troy Bayliss     |
| 5  | 11 de mayo       | Italia          | Monza          | Troy Bayliss    | 1       | Max Neukirchner  | Noriyuki Haga   | Troy Bayliss     | Noriyuki Haga    |
| 5  | 11 de mayo       | Italia          | Monza          | Troy Bayliss    | 2       | Noriyuki Haga    | Max Neukirchner | Ryuichi Kiyonari | Noriyuki Haga    |
| 6  | 1 de junio       | Estados Unidos  | Salt Lake City | Carlos Checa    | 1       | Carlos Checa     | Troy Corser     | Michel Fabrizio  | Carlos Checa     |
| 6  | 1 de junio       | Estados Unidos  | Salt Lake City | Carlos Checa    | 2       | Carlos Checa     | Max Neukirchner | Michel Fabrizio  | Carlos Checa     |
| 7  | 15 de junio      | Alemania        | Nürburgring    | Max Neukirchner | 1       | Noriyuki Haga    | Troy Bayliss    | Max Neukirchner  | Troy Bayliss     |
| 7  | 15 de junio      | Alemania        | Nürburgring    | Max Neukirchner | 2       | Noriyuki Haga    | Troy Corser     | Max Neukirchner  | Noriyuki Haga    |
| 8  | 29 de junio      | San Marino      | Misano         | Troy Corser     | 1       | Max Neukirchner  | Troy Corser     | Troy Bayliss     | Jakub Smrž       |
| 8  | 29 de junio      | San Marino      | Misano         | Troy Corser     | 2       | Rubén Xaus       | Max Biaggi      | Troy Bayliss     | Troy Corser      |
| 9  | 20 de julio      | República Checa | Brno           | Troy Bayliss    | 1       | Troy Bayliss     | Troy Corser     | Michel Fabrizio  | Troy Bayliss     |
| 9  | 20 de julio      | República Checa | Brno           | Troy Bayliss    | 2       | Troy Bayliss     | Michel Fabrizio | Max Biaggi       | Michel Fabrizio  |
| 10 | 3 de agosto      | Gran Bretaña    | Brands Hatch   | Troy Bayliss    | 1       | Ryuichi Kiyonari | Troy Bayliss    | Max Biaggi       | Ryuichi Kiyonari |
| 10 | 3 de agosto      | Gran Bretaña    | Brands Hatch   | Troy Bayliss    | 2       | Ryuichi Kiyonari | Noriyuki Haga   | Troy Corser      | Michel Fabrizio  |
| 11 | 7 de septiembre  | Europa          | Donington Park | Troy Bayliss    | 1       | Troy Bayliss     | Tom Sykes       | Max Biaggi       | Troy Bayliss     |
| 11 | 7 de septiembre  | Europa          | Donington Park | Troy Bayliss    | 2       | Ryuichi Kiyonari | Cal Crutchlow   | Troy Corser      | James Ellison    |
| 12 | 21 de septiembre | Italia          | Vallelunga     | Troy Bayliss    | 1       | Noriyuki Haga    | Max Biaggi      | Troy Corser      | Carlos Checa     |
| 12 | 21 de septiembre | Italia          | Vallelunga     | Troy Bayliss    | 2       | Noriyuki Haga    | Michel Fabrizio | Troy Corser      | Troy Corser      |
| 13 | 5 de octubre     | Francia         | Magny-Cours    | Noriyuki Haga   | 1       | Noriyuki Haga    | Fonsi Nieto     | Troy Bayliss     | Carlos Checa     |
| 13 | 5 de octubre     | Francia         | Magny-Cours    | Noriyuki Haga   | 2       | Troy Bayliss     | Noriyuki Haga   | Troy Corser      | Troy Bayliss     |
| 14 | 2 de noviembre   | Portugal        | Portimão       | Troy Bayliss    | 1       | Troy Bayliss     | Carlos Checa    | Troy Corser      | Troy Bayliss     |
| 14 | 2 de noviembre   | Portugal        | Portimão       | Troy Bayliss    | 2       | Troy Bayliss     | Michel Fabrizio | Leon Haslam      | Troy Bayliss     |

## Participantes
- Lista de Participantes[1]

| No  | Piloto             | Equipo                       | Moto                |
| --- | ------------------ | ---------------------------- | ------------------- |
| 3   | Max Biaggi         | Sterilgarda Go Eleven        | Ducati 1098 RS 08   |
| 7   | Carlos Checa       | Hannspree Ten Kate Honda     | Honda CBR1000RR     |
| 10  | Fonsi Nieto        | Team Suzuki Alstare          | Suzuki GSX-R1000 K8 |
| 11  | Troy Corser        | Yamaha Motor Italia WSB Team | Yamaha YZF-R1       |
| 13  | Vittorio Iannuzzo  | Team Pedercini               | Kawasaki ZX-10R     |
| 21  | Troy Bayliss       | Ducati Xerox Team            | Ducati 1098 F08     |
| 22  | Luca Morelli       | Alto Evolution Honda         | Honda CBR1000RR     |
| 23  | Ryuichi Kiyonari   | Hannspree Ten Kate Honda     | Honda CBR1000RR     |
| 31  | Karl Muggeridge    | D.F. Racing                  | Honda CBR1000RR     |
| 34  | Yukio Kagayama     | Team Suzuki Alstare          | Suzuki GSX-R1000 K8 |
| 36  | Gregorio Lavilla   | Paul Bird Motorsport         | Honda CBR1000RR     |
| 38  | Shinichi Nakatomi  | YZF Yamaha                   | Yamaha YZF-R1       |
| 41  | Noriyuki Haga      | Yamaha Motor Italia WSB Team | Yamaha YZF-R1       |
| 44  | Roberto Rolfo      | Hannspree Honda Althea       | Honda CBR1000RR     |
| 54  | Kenan Sofuoğlu     | Hannspree Ten Kate Honda Jr  | Honda CBR1000RR     |
| 55  | Régis Laconi       | Kawasaki PSG-1 Corse         | Kawasaki ZX-10R     |
| 57  | Lorenzo Lanzi      | R.G.Team                     | Ducati 1098 F08     |
| 76  | Max Neukirchner    | Team Alstare Suzuki          | Suzuki GSX-R1000 K8 |
| 77  | Loic Napoleone     | Grillini Racing Team         | Yamaha YZF-R1       |
| 83  | Russell Holland    | D.F. Racing                  | Honda CBR1000RR     |
| 84  | Michel Fabrizio    | Ducati Xerox Team            | Ducati 1098 RS 08   |
| 86  | Ayrton Badovini    | Team Pedercini               | Kawasaki ZX-10R     |
| 88  | Shuhei Aoyama      | Alto Evolution Honda         | Honda CBR1000RR     |
| 94  | David Checa        | Yamaha France - GMT 94       | Yamaha YZF-R1       |
| 96  | Jakub Smrz         | Guandalini Racing by Grifo's | Ducati 1098 RS 08   |
| 100 | Makoto Tamada      | Kawasaki PSG-1 Corse         | Kawasaki ZX-10R     |
| 111 | Rubén Xaus         | Sterilgarda Go Eleven        | Ducati 1098 RS 08   |
| 194 | Sébastien Gimbert  | Yamaha France - GMT 94       | Yamaha YZF-R1       |
| 16  | Sergio Fuertes     | Team Suzuki Motorrad         | Suzuki GSX-R1000    |
| 37  | Lozano Ortiz Diego | Honda Joe Darcey             | Honda CBR1000RR     |
| 69  | Iván Silva         | D.F. Racing                  | Honda CBR1000RR     |
| 131 | Carmelo Morales    | L'Oréal Men Expert Laglisse  | Yamaha YZF-R1       |

| Color                      |
| -------------------------- |
| Piloto invitado o Wildcard |